# ATP Tour World Championships 1993
La edición 24 de la Tennis Masters Cup se realizó del 16 al 21 de noviembre de 1993 en Fráncfort del Meno, Alemania.

## Individuales

### Clasificados
- Pete Sampras
- Michael Stich
- Andrei Medvedev
- Sergi Bruguera
- Stefan Edberg
- Jim Courier
- Michael Chang
- Goran Ivanišević

### Grupo Arthur Ashe
| Resultados Round Robin-Win | Result-Res | -Winner-Winner-Winner-Win | -Score-Score-Score-Score |
| -------------------------- | ---------- | ------------------------- | ------------------------ |
| Pete Sampras (USA)         | derrota a  | Goran Ivanišević (CRO)    | 6-3, 1-6, 6-3            |
| Pete Sampras (USA)         | derrota a  | Stefan Edberg (SWE)       | 6-3, 7-6(3)              |
| Pete Sampras (USA)         | derrota a  | Sergi Bruguera (ESP)      | 6-3, 4-6, 6-2            |
| Goran Ivanišević (CRO)     | derrota a  | Stefan Edberg (SWE)       | 6-4, 7-6(4)              |
| Goran Ivanišević (CRO)     | derrota a  | Sergi Bruguera (ESP)      | 6-2, 6-4                 |
| Stefan Edberg (SWE)        | derrota a  | Sergi Bruguera (ESP)      | 7-6(3), 6-7(5), 6-3      |

### Grupo rojo
| Resultados Round Robin-Win | Result-Res | -Winner-Winner-Winner-Win | -Score-Score-Score-Score |
| -------------------------- | ---------- | ------------------------- | ------------------------ |
| Michael Stich (GER)        | derrota a  | Andrei Medvedev (UKR)     | 6-3, 6-4                 |
| Michael Stich (GER)        | derrota a  | Jim Courier (USA)         | 7-5, 6-4                 |
| Michael Stich (GER)        | derrota a  | Michael Chang (USA)       | 4-6, 7-6(3), 6-2         |
| Andrei Medvedev (UKR)      | derrota a  | Michael Chang (USA)       | 2-6, 6-4, 6-2            |
| Andrei Medvedev (UKR)      | derrota a  | Jim Courier (USA)         | 6-3, 1-6, 7-6(4)         |
| Michael Chang (USA)        | derrota a  | Jim Courier (USA)         | 6-4, 6-0                 |

| Resultados Etapa Final-Win | -Winner-Winner-Winner-Win | Result-Res | -Winner-Winner-Winner-Win | -Score-Score-Score-Score |
| -------------------------- | ------------------------- | ---------- | ------------------------- | ------------------------ |
| Semifinal                  | Pete Sampras (USA)        | derrota a  | Andrei Medvedev (UKR)     | 6-3 6-3                  |
| Semifinal                  | Michael Stich (GER)       | derrota a  | Goran Ivanišević (CRO)    | 7-6(2) 7-6 (10)          |
| Final                      | Michael Stich (GER)       | derrota a  | Pete Sampras (USA)        | 7-6(3) 2-6 7-6(7) 6-2    |

| Predecesor: 1992 | ATP World Tour Finals 1993 | Sucesor: 1994 |

- Datos: Q3298035